# 警服男事件
警服男事件，也称马六男事件，是指2010年12月5日14时许，吉林省长春市欧亚商都商场门口，一名穿警服的男子驾驶红色马自达6轿车与一名中年妇女发生碰撞，双方发生口角，“警服男”和其妻子对中年妇女及其女儿大打出手，并说打死了赔钱。“警服男”的嚣张气焰很快引起了公愤，围观市民将“警服男”团团围住，还有人要上来打“警服男”，“警服男”和其妻子见势不妙躲进了车内，市民将马六车围住，在场众人一边砸车，一边要求“警服男”下车道歉，“警服男”及其妻子在车内躲了3个多小时后，才被警方救出带走并带到公安局接受处理。

## 事件经过

### 打人经过
2010年12月5日，56岁的退休医生高莉杰和25岁的女儿王楠在逛完吉林省长春市工农大路与红旗街交会处的欧亚商都商场后，从商场出来，准备走路到街边搭乘25路公交车回家。高莉杰走在路上，突然感到腿被撞了一下，回头一下后面是一辆红色马自达6轿车，高莉杰便问司机怎么撞人，司机不但没道歉，还骂了高莉杰一句，高莉杰看对方穿着警服，就问对方是警察怎么还骂人。穿警服的男子走下车，气势汹汹地说：“我骂你咋的，我打死你都行，我有钱，我打死你宁可给你包钱。”警服男说着便过来打高莉杰。高莉杰说，她当时被警服男推倒在地，然后对方就开始对她拳打脚踢。见到母亲被打，王楠一下扑到母亲身上。男子见状上了车，准备驾车离去，王楠见“警服男”欲上车逃跑，便坐上了车，高莉杰也爬起来，趴在车盖上阻止。男子见状再次下车，抓着高莉杰又是一顿打，坐在副驾驶的女子也下了车，要把王楠拖拽下车，警服男过来把王楠拽下车，还拽了王楠的头发，使劲儿地踹了王楠几下。警服男再次驾车想要逃跑，王楠用身体阻拦。随后警服男开始倒车，王楠立即向群众呼喊“他要逃跑！”周围群众立即将马6团团围住，之后警服男和副驾驶的女子一直坐在车里没敢动弹。之后，王楠把母亲扶起来，并拨打110、120报警。14时30分，120急救车来到现场，将高莉杰和王楠送到吉林省人民医院。

### 围堵砸车经过
警服男及同车女子的嚣张气焰立即引起围观群众的强烈反映，愤怒的围观群众将马六团团围住，要求警服男及同车女子下车，但是车上男女就是不下车。周围围观的群众越来越多，约有上千人，将马六车围得水泄不通，围观的群众除了喊男子“下车、道歉”、“严惩打人者……”外，还有气愤的市民用脚踢车、从地上捡起一些石头、木块砸车，还有一市民买了一箱矿泉水，从二楼朝马六车扔矿泉水瓶。虽然后来赶来的民警不断劝阻，并拉起警戒线不让气愤的市民接近马六车，但是马六车最后还是被砸的车体凹凸不平，前挡风玻璃完全碎裂，两侧的车窗有三扇玻璃也被砸碎，后保险杠全部脱落，红色马六的吉G 2E222车牌也被市民扯了下来，混乱中也有维持秩序的民警被打伤。
经过警方3个多小时的劝解和耐心向群众说明情况，并表示一定依法处理此事。17时03分，民警开车将打人男女带上车。17时05分，警车开走后，围观市民再次冲进警戒线砸踢马六车，民警再次劝住。17时20分，马六车上的两人被“护送”到警方赶来支援的防暴车内，带回长春市朝阳区公安分局进行调查。18时许，被砸的马六车被警方拖走。

## 事件当事人

### 打人者
据警方调查，打人者名叫姜晓舟，27岁，吉林省镇赉县人，无固定职业。
而据网友人肉搜索的结果，姜晓舟，27岁，吉林省镇赉县人，在当地烟草有限公司工作；姜晓舟父亲是镇赉县委办公室主任姜德贵，主持县政府办公室全面工作，分管督查科、秘书科、法制科；
妻子名叫白露（也就是马六车副驾驶座的女子），长春52中英语教师；姜晓舟的岳父（白露的父亲）是镇赉县公安局工会主席，人称白老四。据说家里有七套房子，两台车，千万存款。

### 被打者
高莉杰，55岁或56岁，是一名退休医生，退休后接受了一家私人医院的返聘，月薪在万元以上。王楠是她的女儿。

## 事件之后

### 警方处理
经过调查，打人者姜晓舟并非警察。姜晓舟因为殴打他人、不是警察而私着警服，根据《中华人民共和国治安管理处罚法》的规定，长春公安机关对其处以治安拘留15日，并处罚款500元。
公安机关对姜晓舟称在事件当中也被打一事，将进一步展开调查。同时，公安机关将对事件中借机鼓动闹事、打砸车辆和当事人、扔撇物品造成民警受伤的违法人员开展调查，并依法追究法律责任。另据了解，姜晓舟的妻子因身体原因被送医院观察。

### 姜家道歉
高莉杰的丈夫王先生在接受记者采访时表示，白露和姜晓舟的舅舅已于12月7日一起到医院向他们赔礼道歉，态度非常好，王先生当时就接受道歉。王先生对公安机关的处理表示满意，姜家也表示愿意承担一切医疗费、误工费等费用。

### 砸车争议
长春一家论坛对“警服男事件”进行了一次网络调查，其中有153名表示支持砸车，而有16名网友表示虽然有错，但不应该砸车，应用法律去惩治他。